# Wittersroda
Wittersroda ist ein Ortsteil der Stadt Blankenhain im Landkreis Weimarer Land, Thüringen.

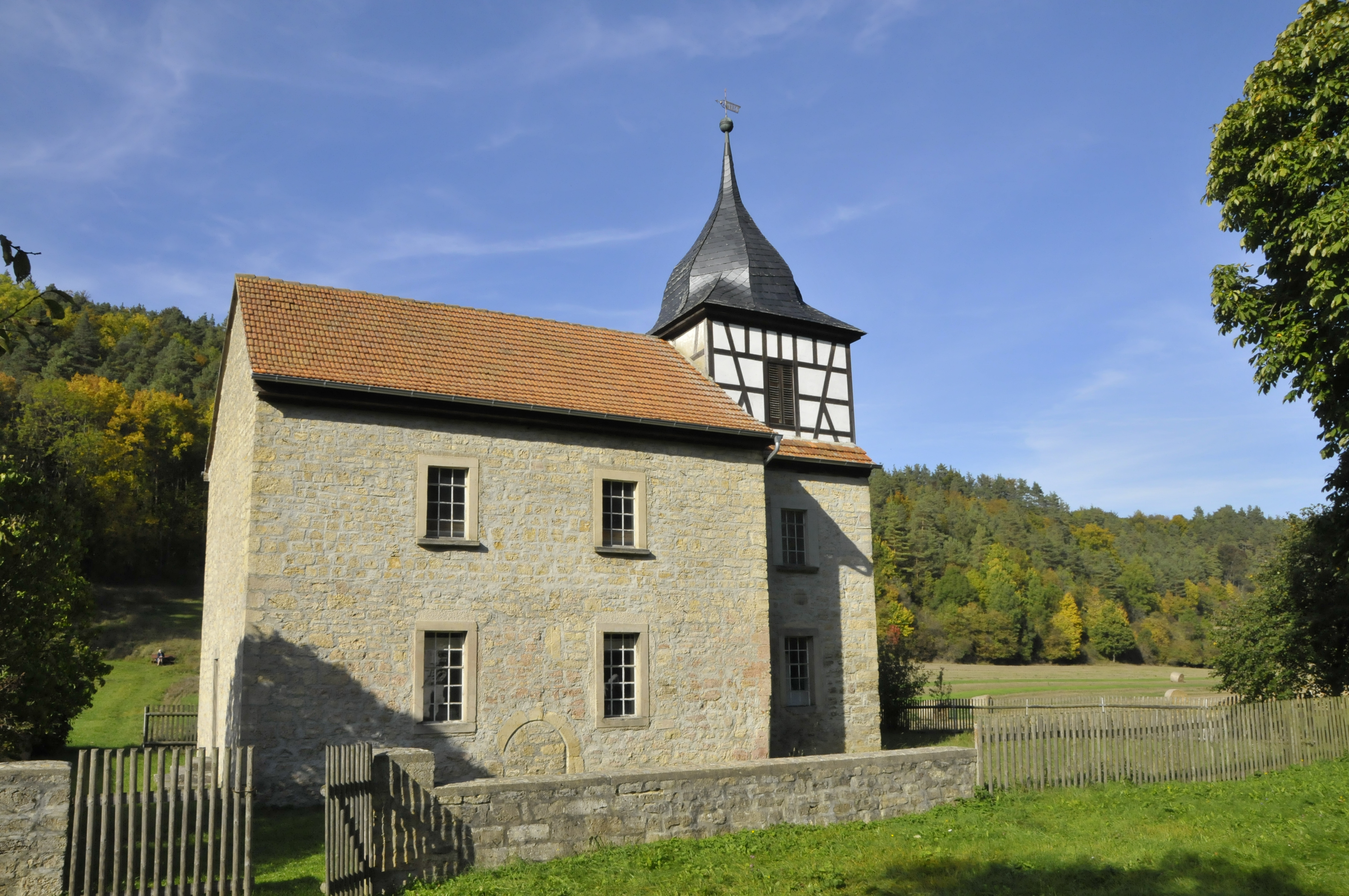
Dorfkirche Wittersroda

## Geografie
Das weilerartige Dorf liegt am westlichen Ende des Reinstädter Grundes und ist durch eine Ortsverbindungsstraße mit der Landesstraße 1062 und nach Lengefeld verbunden. Die kupierte Tallage ist beiderseitig meist an und auf den Hängen und deren Anhöhen bewaldet. Die Tallagen sind mit Grünland bewachsen. Der Ort liegt von Blankenhain 7 km entfernt.

## Nachbarorte
Nachbarorte sind westlich Kottenhain und Lengefeld, nördlich Drößnitz und östlich Geunitz und Reinstädt im Saale-Holzland-Kreis.

## Geschichte
Wolfgang Kahl weist für den Ort eine urkundliche Ersterwähnung vom 25. August 1311 nach. Alternativ wird 1633 genannt. Am 17. Februar 1965 wurde der Ort nach Drößnitz eingemeindet. Wittersroda gehörte bis 1815 als Exklave zum kursächsischen Amt Eckartsberga und kam nach dessen auf dem Wiener Kongress beschlossenen Abtretung zum Großherzogtum Sachsen-Weimar-Eisenach.

## Sehenswertes
Dorfkirche
Die kleine Kirche wird neben den Gottesdiensten als Raum für Konzerte genutzt. Im Gasthaus finden auch kulturelle Veranstaltungen statt.
Dorflinde
Der mächtige alte Baum steht westlich des Orts an der Straße nach Lengefeld, vor einem Viehstall.
Die Linde hat einen hohlen, zum Teil gespaltenen Stamm mit einem Umfang von ca. 7 Metern. Das Alter des markanten Baumveterans wird auf 500–600 Jahre geschätzt.